# Torneo de Róterdam 2013
El Torneo de Róterdam 2013 fue un evento de tenis ATP World Tour de la serie 500, disputado en Róterdam (Países Bajos) entre el 11 y 17 de febrero de 2013.

## Cabezas de serie

### Individual
| Tenista               | Ranking | Preclasificado |
| Roger Federer         | 2       | 1              |
| Juan Martín del Potro | 7       | 2              |
| Jo-Wilfried Tsonga    | 8       | 3              |
| Richard Gasquet       | 10      | 4              |
| Gilles Simon          | 14      | 5              |
| Andreas Seppi         | 18      | 6              |
| Jerzy Janowicz        | 25      | 7              |
| Florian Mayer         | 27      | 8              |

### Dobles
| Tenista                                | Ranking | Preclasificado |
| Marcel Granollers Marc López           | 8       | 1              |
| Aisam-ul-Haq Qureshi Jean-Julien Rojer | 27      | 2              |
| Robert Lindstedt Nenad Zimonjic        | 31      | 3              |
| Mariusz Fyrstenberg Marcin Matkowski   | 35      | 4              |

## Campeones

### Individuales masculino
J.M. del Potro vence a  J. Benneteau por 7-6, 6-3

### Dobles masculino
Robert Lindstedt /  Nenad Zimonjic vencen a  Thiemo De Bakker /  Jesse Huta Galung por 5-7, 6-2, 10-7.